# Wilhelm Lührs
Wilhelm Lührs (ur. 14 lipca 1878 w Berlinie, zm. 6 czerwca 1945 we Friedbergu) – gdański i niemiecki geodeta, profesor, kierownik Instytutu Geodezji na Politechnice w Gdańsku (1921–1937). 

## Życiorys
W latach 1917–1922 był profesorem Politechniki Brunszwickiej, a po roku 1937 profesorem geodezji w Wyższej Szkole Technicznej w Breslau.
W latach 1927–1928 był kierownikiem Oddziału Inżynierii Budowlanej na Wydziale Budownictwa Politechniki w Gdańsku, jednym z trzech wydziałów na politechnice w czasie Wolnego Miasta Gdańska (wydział składał się wtedy z dwóch oddziałów – wymienionego oraz Oddziału Architektury – i stanowisko kierownika było odpowiednikiem zastępcy dziekana wydziału).